# 마이크 패튼

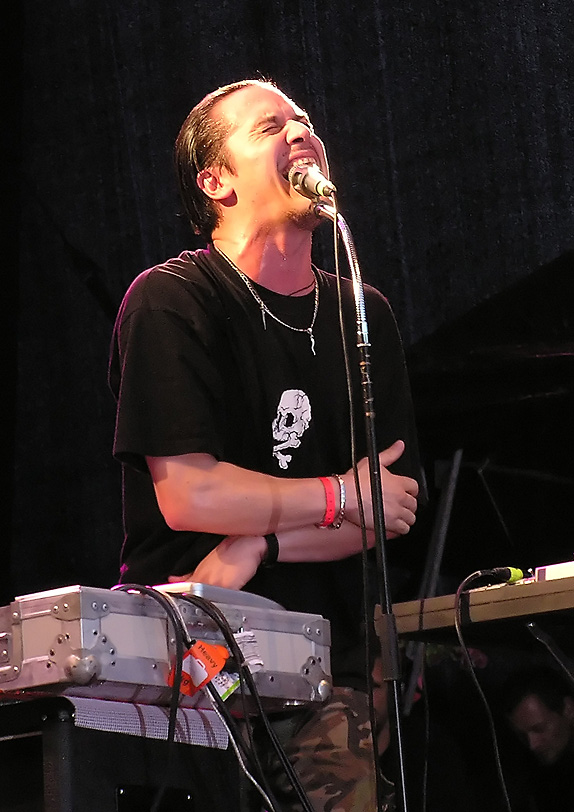

마이크 패튼(Michael Allan "Mike" Patton, 1968년 1월 27일 ~ )은 미국의 음악가이다.